# Prymian
Prymian – imię męskie pochodzenia łacińskiego, oznaczające "należący do Primusa (Pierwszego)". Istnieje przynajmniej czterech świętych o tym imieniu:
- św. Prymian, wspominany wspólnie ze śwśw. Aleksandrem, Firmianem i Teluriuszem;
- św. Prymian, wspominany razem ze śwśw. Dominikiem, Wiktorem, Libozem, Saturninem i innymi świętymi (29 grudnia);
- św. Prymian, męczennik ze Spoleto (31 sierpnia);
- św. Prymian, męczennik z Ankony (23 lutego).

Prymian imieniny obchodzi 23 lutego, 31 sierpnia i 29 grudnia.